# Qorlortorsuaq vandkraftværk
Qorlortorsuaq vandkraftværk er et vandkraftværk på Syd-Grønland, som forsyner byerne Qaqortoq og Narsaq med elektricitet fra dets 2 Francis-turbiner med samlet effekt på 7,6 MW.
Værket blev bygget 2003-2007 af Energikonsortiet I/S under ledelse af Pihl & Søn i samarbejde med islandske Landsvirkjun.
Energikonsortiet anlagde voldgiftssag mod bygherren Nukissiorfiit for mangelfuld projektstyring og fik medhold og efterbetaling på 57 millioner kr.

## Eksterne links
- Vandkraftværket i Qorlortorsuaq skrider fremad – KNR 19. september 2005
- Pihl i millionstrid om vandkraftværk i Grønland Arkiveret 2. april 2015 hos  Wayback Machine – business.dk 14. marts 2013
- Forlig i sagen om Qorlortorsuaq-vandkraftværket – Sermitsiaq 24. marts 2014

60°46′46″N 45°14′22″V / 60.7794°N 45.2394°V